# Reserva Marotandrano
La Reserva Marotandrano es una reserva de vida silvestre que se encuentra en el Distrito de Mandritsara, Mahajanga, Madagascar. Está situada a 10 km de Marotandrano y 42 km de Mandritsara.
La reserva tiene una superficie de 42.200 hectáreas. Alrededor del 95% de la población local es del  grupo étnico Tsimihety.

## Fauna
Hay doce especies de lémures, 104 especies de aves (56 endémicas), 19 especies de anfibios y 16 especies de reptiles. Además, había en la reserva 11 especies de insectívoros y roedores, incluyendo 10 endémicos.